# 2-Hidroksi-6-okso-6-fenilheksa-2,4-dienoat reduktaza
2-hidroksi-6-okso-6-fenilheksa-2,4-dienoat reduktaza (EC 1.3.1.40, 2-hidroksi-6-okso-fenilheksa-2,4-dienoat (redukovani nikotinamid adenin dinukleotid fosfat) reduktaza) je enzim sa sistematskim imenom 2,6-diokso-6-fenilheksanoat:NADP+ Delta2-oksidoreduktaza. Ovaj enzim katalizuje sledeću hemijsku reakciju
2,6-diokso-6-fenilheksanoat + NADP+ {\displaystyle \rightleftharpoons } 2-hidroksi-6-okso-6-fenilheksa-2,4-dienoat + NADPH + H+
Ovaj enzim ima široku specifičnost. On redukuje brojna jedinjenja koja formira Pseudomonas iz aromatičnih hidrougljenika putem kondenzovanja prstena.

## Literatura
- Nicholas C. Price; Lewis Stevens (1999). Fundamentals of Enzymology: The Cell and Molecular Biology of Catalytic Proteins (Third изд.). USA: Oxford University Press. ISBN 019850229X.
- Eric J. Toone (2006). Advances in Enzymology and Related Areas of Molecular Biology, Protein Evolution (Volume 75 изд.). Wiley-Interscience. ISBN 0471205036.
- Branden C; Tooze J. Introduction to Protein Structure. New York, NY: Garland Publishing. ISBN 0-8153-2305-0.
- Irwin H. Segel. Enzyme Kinetics: Behavior and Analysis of Rapid Equilibrium and Steady-State Enzyme Systems (Book 44 изд.). Wiley Classics Library. ISBN 0471303097.

## Spoljašnje veze
- 2-hydroxy-6-oxo-6-phenylhexa-2,4-dienoate+reductase на 